# دالما روژیچیچ-بندک
دالما روژیچیچ-بندک (سیریلیک صربی: Далма Ружичић-Бенедек؛ زادهٔ ۲۱ فوریه ۱۹۸۲) قایقران کانو مجارتبار اهل صربستان است.
وی در مسابقات کشوری و بین‌المللی در مجموع برندهٔ ۱۸ مدال طلا، ۹ مدال نقره، ۵ مدال برنز شده‌است.